# Greckokatolicki dekanat leżajski
Greckokatolicki dekanat leżajski – historyczny dekanat należący do eparchii przemyskiej, istniejący do 1946 roku.

## Historia
W latach 80. XVIII wieku podczas reform józefińskich, utworzono dekanat kańczudzki, z wydzielonego terytorium dekanatu jarosławskiego. 
W skład dekanatu kańczudzkiego weszły: 
- parochie – Dąbrówka, Dębno, Leżajsk, Mirocin, Krzeczowice, Tarnawka, Zalesie.
- kapelania – Gorzyce.
- cerkwie filialne – Brzyska Wola, Grzęska, Hadle Szklarskie, Kańczuga, Kuryłówka, Ożanna, Stare Miasto[1]. W 1875 roku zbudowano cerkiew filialną w Szyperkach, którą w 1894 roku poświęcono[2].

W 1918 roku w skład dekanatu Kańczudzkiego wchodziły parochie: Dąbrówka, Dębno, Gorzyce, Zalesie, Krzeczowice, Kuryłówka, Leżajsk, Mirocin, Tarnawka. Na terenie dekanatu było 11 524 wiernych, a dziekanem był ks. Jan Karpewycz paroch w Leżajsku.
W 1921 roku przeprowadzono reformę podziału eparchii na dekanaty. Dekanat kańczudzki został przemianowany na leżajski, a parochia Gorzyce została wyłączona do nowego dekanatu sieniawskiego. Dziekanem dekanatu został ks. Iwan Kaminśkyj paroch w Zalesiu. 
W 1924 roku w skład dekanatu wchodziło 8 parochii: Dąbrówka, Dębno, Krzeczowice, Kuryłówka, Leżajsk, Mirocin, Tarnawka, Zalesie. Dziekanem był ks. Iwan Kaminśkyj paroch w Zalesiu, a wice-dziekanem ks. Nikita Bułyk paroch w Dębnie. W 1930 roku w skład dekanatu wchodziło 9 parochii (dołączono Kraków), a w 1932 roku - 11 parochii (dołączyły Kańczuga i Ożanna).
W 1938 roku w skład dekanatu wchodziło 11 parochii: Dąbrówka, Dębno, Kańczuga, Kraków, Krzeczowice, Kuryłówka, Leżajsk, Mirocin, Ożanna, Tarnawka, Zalesie. Na terenie dekanatu było 15 569 wiernych, dziekanem był ks. Iwan Kaminśkyj paroch w Zalesiu, a wice-dziekanem ks. Nikita Bułyk paroch w Dębnie.
Po wysiedleniu Ukraińców z duchownymi oraz przejściu polskich grekokatolików na obrządek rzymskokatolicki, dekanat i parochie przestały istnieć.